# دختر کولی (فیلم ۱۹۳۶)
دختر کولی (انگلیسی: The Bohemian Girl) نام فیلم طنزی با نقش آفرینی لورل و هاردی است.

## داستان فیلم
لورل و هاردی به همراه دیگر کولیان به منطقه کنت آرنهایم وارد می‌شوند که دشمن قسم خورده کولی هاست. در هر حال لورل و هاردی ساده دل زندگی خوبی دارند تا اینکه زن هاردی به وی خیانت می‌کند.

## گزیدهٔ بازیگران
- استن لورل
- اولیور هاردی
- جولی بیشاپ
- دارلا هود
- می بوش
- آنتونیو مورنو
- ویلیام پی. کارلتون
- جیمز فینلیسون
- زِفی تیلبری
- میچل لوئیس
- هری بوون
- سام لافکین
- ادی بوردن
- جیمز سی. مورتون
- هری برنارد
- تلما تاد
- فلیکس نایت
- وینتر هال
- هاوارد هیکمن
- بالدوین کوک
- بابی دان
- جک هیل
- ویلیام پی. کارلتون

## حواشی
نمایش این فیلم در مالزی به‌دلیل نحوهٔ به تصویر کشیدن کولی‌ها ممنوع شد. همچنین در آلمان نازی به‌دلیل نمایش چهره‌ای مثبت از کولی‌ها ممنوع شد چرا که یوزف گوبلس، وزیر تبلیغات رژیم نازی می‌گفت چنین چیزی در رایش سوم «جایی ندارد.»